# Klecza Górna
Klecza Górna is een dorp in de Poolse woiwodschap Klein-Polen. De plaats maakt deel uit van de gemeente Wadowice en telt 716 inwoners.

## Verkeer en vervoer
- Station Klecza Górna